# Lunca Pogănișului
Lunca Pogănișului (Lunca Pogăniciului) este o arie protejată de interes național ce corespunde categoriei a IV-a IUCN (rezervație naturală de tip botanic) situată în județul Timiș, pe teritoriul administrativ al comunelor Sacoșu Turcesc și Tormac. A fost înființată în 1974 și declarată oficial în 2000.

## Localizare
Aria naturală cu o suprafață de 75,50 hectare se află în partea centrală a județului Timiș în bazinul văii Pogănișului (afluent de stânga al râului Timiș), lângă drumul județean (DJ592A) care leagă localitatea Tormac de satul Stamora Română.

## Descriere

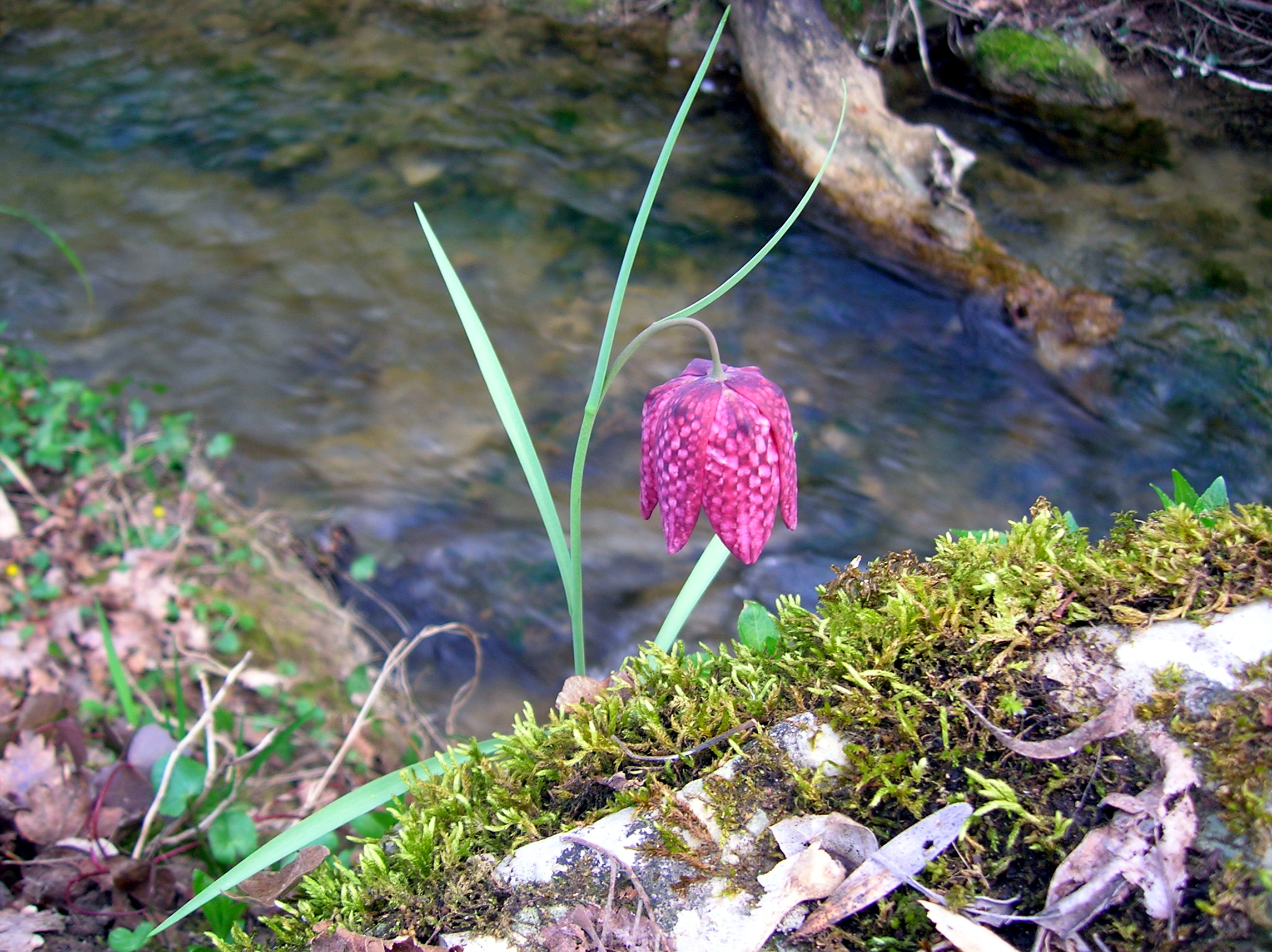
Lalea pestriţă (Fritillaria meleagris)

Rezervația naturală a fost declarată arie protejată prin Legea Nr.5 din 6 martie 2000 (privind aprobarea Planului de amenajare a teritoriului național - Secțiunea a III-a - zone protejate) și reprezintă o zonă în bazinul râului Pogăniș acoperită de pâlcuri de arbori cu exemplare de stejar (Quercus robur), jugastru (Acer campestre), frasin (Fraxinus excelsior L.), ulm de câmp (Ulmus foliacea), carpen (Carpinus betulus), păr pădureț (Pyrus pyraster), măr pădureț (Malus sylvestris) și arbusti cu specii de sânger (Cornus sanguinea), porumbar (Prunus spinosa), păducel (Crataegus monogyna) sau gladiș (Acer tataricum). Aria naturală protejază o specie floristică rară, cunoscută sub denumirea populară de lalea pestriță (Fritillaria meleagris), plantă rară, dar nativă Eurasiei. .

## Articole conexe
- Fritillaria meleagris
- Lista rezervațiilor naturale din județul Timiș
- Listă de rezervații naturale din România